# Осьякув (гмина)
Осьякув (пол. Osjaków) — сельская гмина (волость) в Польше, входит как административная единица в Велюньский повет, Лодзинское воеводство. Население — 4743 человека (на 2004 год).

## Сельские округа
1. Борки-Вальковски
2. Валькув
3. Габрелюв
4. Гута-Черницкая
5. Дембина
6. Долина-Черницкая
7. Дробнице
8. Зофя
9. Колёня-Радуцка
10. Кузница-Луговска
11. Кузница-Стробинска
12. Кшентле
13. Нова-Весь
14. Осьякув
15. Пискорник-Черницкий
16. Радуцки-Фольварк
17. Радучице
18. Скаленец
19. Станиславув
20. Фелинув
21. Хожина
22. Чернице
23. Юзефина
24. Ясень

## Соседние гмины
1. Гмина Келчиглув
2. Гмина Конопница
3. Гмина Острувек
4. Гмина Русец
5. Гмина Семковице
6. Гмина Велюнь
7. Гмина Вежхляс